# Hakan Köseoğlu
Hakan Köseoğlu (Istanbul, 12 dicembre 1981) è un ex cestista turco.

## Carriera
Con la Turchia ha disputato i Campionati mondiali del 2002.